# Malina, Burgas
Malina (în bulgară Малина) este un sat în comuna Sredeț, regiunea Burgas,  Bulgaria. 

## Demografie
Componența etnică a satului Malina
     Bulgari (76,34%)
     Turci (22,58%)
     Nicio identificare (1,07%)
     Altele (0%)
La recensământul din 2011, populația satului Malina era de 93 locuitori. Din punct de vedere etnic, majoritatea locuitorilor (76,34%) erau bulgari, cu o minoritate de turci (22,58%). Pentru 1,07% din locuitori nu este cunoscută apartenența etnică.